# Liste des magasins de France protégés aux monuments historiques
Cet article recense les magasins de France protégés aux monuments historiques.

## Méthodologie
La liste prend en compte les édifices de type « magasin de commerce » classés ou inscrits au titre des monuments historiques. Dans la majeure partie des cas, les éléments classés sont la devanture du magasin ou sa décoration intérieure.

## Liste

### Aisne
- Chauny :
  - Pâtisserie du marché couvert : inscrite en 2006[1]

### Allier
- Vichy :
  - Confiserie Aux Marocains, 33 rue Georges-Clemenceau : inscrite en 1990[2]
  - Pharmacie du Parc, 26 rue du Président-Wilson : inscrite en 1991[3]

### Ariège
- Pamiers :
  - Boucherie moderne, 81 rue Gabriel-Péri : inscrite en 2003[4]

### Bas-Rhin
- Bischwiller :
  - Pharmacie de la cour princière, 2 rue du Conseil : inscrite en 1987[5]
- Molsheim :
  - Grandes Boucheries, place de l'Hôtel de ville : classées en 1920[6]

### Calvados
- Caen :
  - Librairie au rez-de-chaussée de la Maison Chibourg, 98 rue Saint-Pierre : façade inscrite en 1928[7]
- Douvres-la-Délivrande :
  - Pharmacie Lesage, 78 rue du Général-de-Gaulle : façades et toitures de l'édifice, ainsi que décor intérieur inscrits en 1975[8]

### Cantal
- Saint-Flour :
  - Boutique, 7 rue de la Collégiale : inscrite en 1946[9]

### Cher
- Bourges :
  - Grand magasin Aux Dames de France, 2 place Planchat, rue Pellevoysin : inscrit en 2005[10]
  - Grand magasin Aux Nouvelles Galeries, 8 rue Moyenne, 2 rue du Docteur-Témoin : inscrit en 2005[11]
  - Grand magasin des établissements Aubrun, 10, 12 rue Moyenne, rue du Docteur-Témoin : inscrit en 2005[12]

### Côte-d'Or
- Dijon :
  - Charcuterie, 26 rue Monge : inscrite en 2005[13]

### Eure-et-Loir
- Chartres :

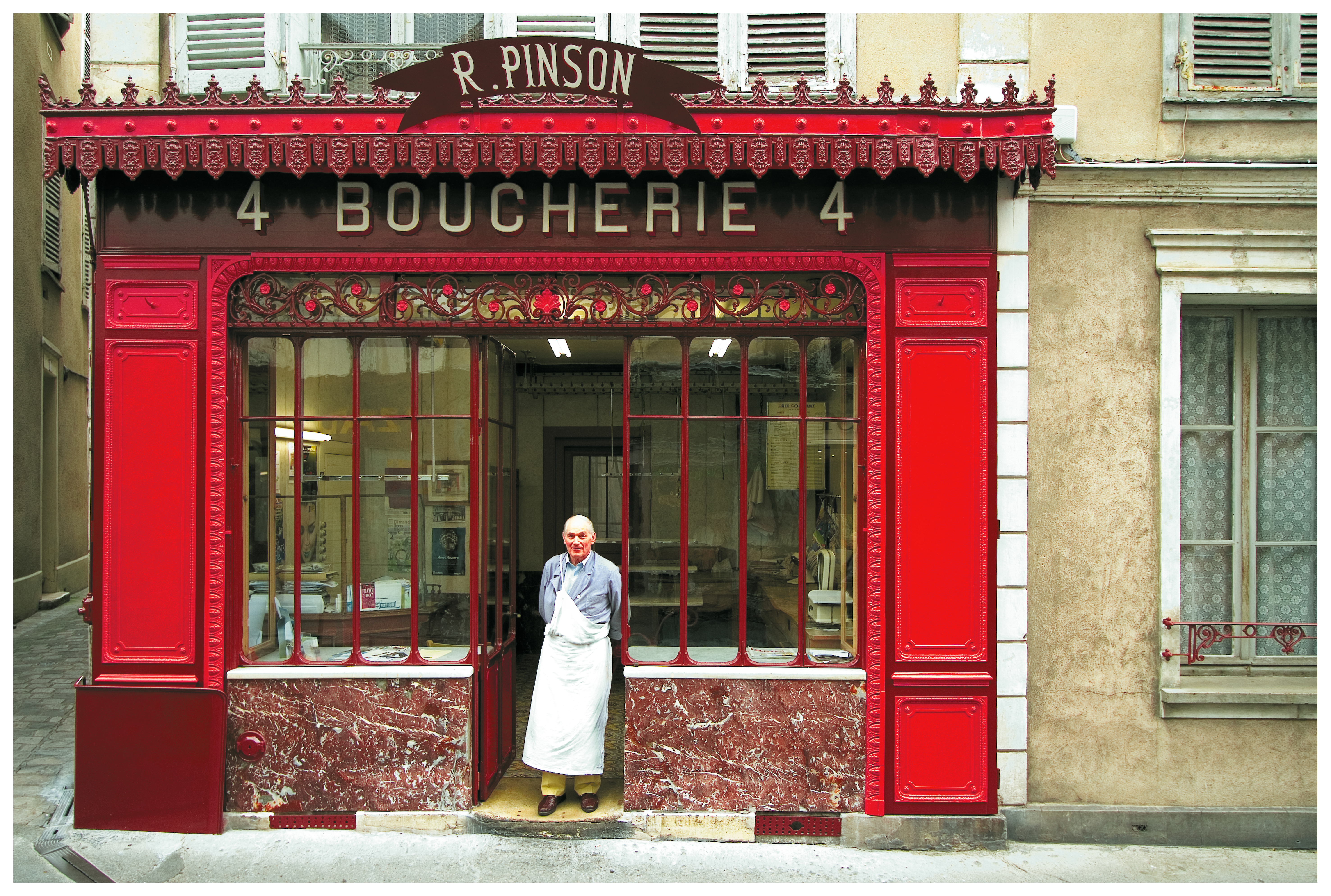
M. Pinson devant sa boucherie à Chartres.

  - Boucherie Pinson, 4 rue du Soleil-d'Or, 2 rue Henri-Garnier : inscrite en 2006[14]

- Dreux :
  - Imprimeries Lefèbvre et librairie Broult-Dividis, 7, 9 Grande Rue Maurice-Violette : inscrites en 1997[15]

### Haute-Garonne
- Toulouse :
  - Librairie Modern Style, 66 rue Gambetta : inscrite en 1975[16]

### Haute-Loire
- Craponne-sur-Arzon :
  - Boucherie-charcuterie Girard, 2 place aux Laines, rue de la Friperie : inscrite en 1992[17]

### Haute-Savoie
- Annecy :
  - Magasin, 1 rue Jean-Jacques-Rousseau : inscrit en 1984[18]
  - Magasin, 19 rue du Pâquier : inscrit en 1984[19]
  - Magasin, 13 rue Royale : inscrit en 1984[20]
  - Magasin, 35 rue Sainte-Claire : inscrit en 1984[21]

### Gironde
- Bordeaux :
  - Boutique, 34 rue des Ayres : inscrite en 1962[22]

### Loire
- Saint-Étienne :
  - Les Nouvelles Galeries, 15 rue Gambetta : inscrites en 2007[23]

### Manche
- Le Mont-Saint-Michel :
  - Hôtel Poulard : classé en 1929[24]

### Meurthe-et-Moselle
- Nancy :

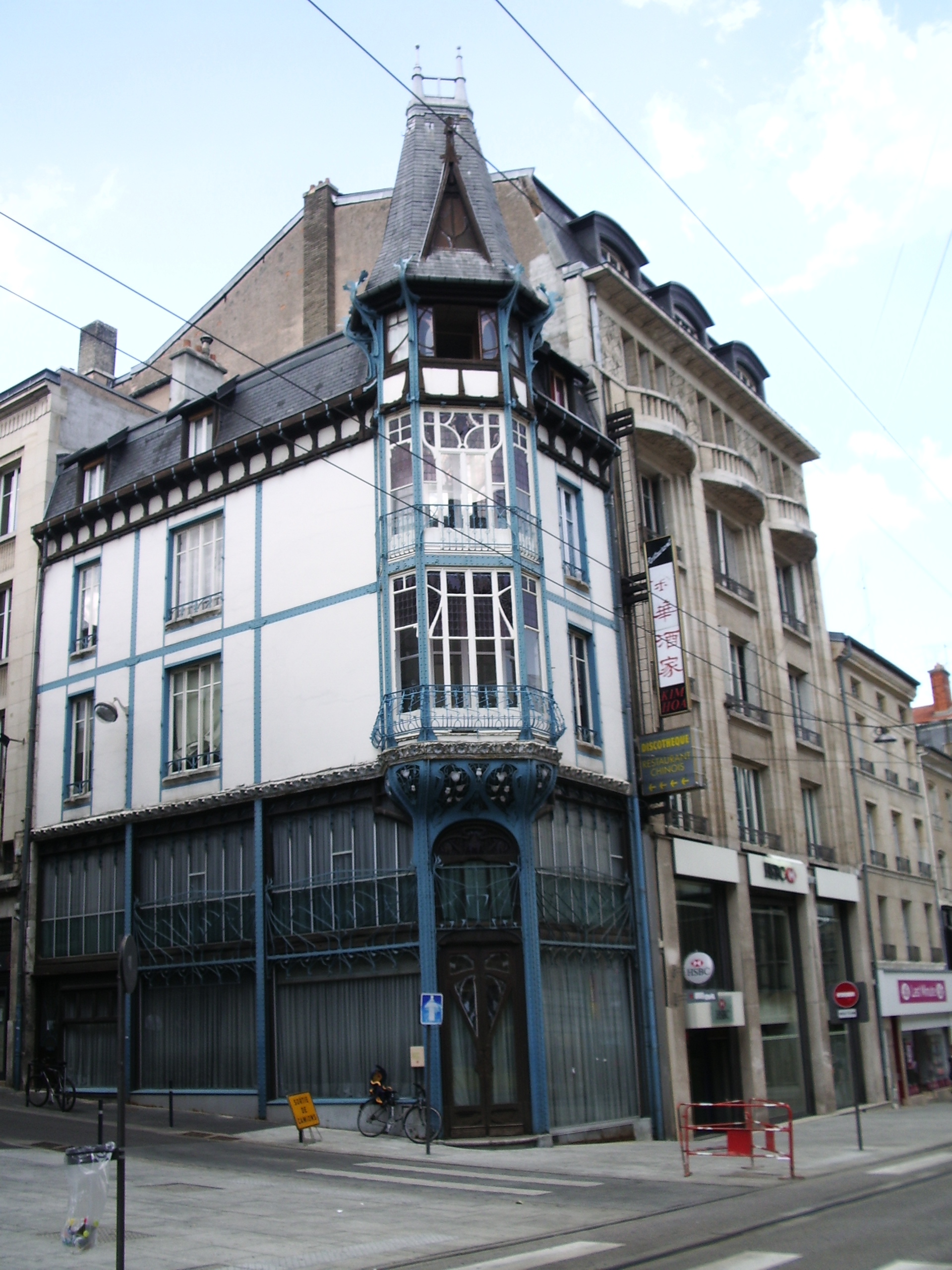
Immeuble Génin-Louis à Nancy

  - Magasin Goudchaux, 4 rue des Dominicains à géolocaliser : Inscrit 1994[25]
  - Banque Charles-Renauld, 9 rue de Chanzy & 58 rue Saint-Jean : Inscrit 1994, Classé 1996[26]
  - Brasserie Excelsior, 1 rue Mazagran & rue Henri-Poincaré : Classé 1976[27]
  - Immeuble Génin-Louis, 1 rue Bénit & rue Saint-Jean, inscrit en 1976[28]
  - Immeuble du Crédit lyonnais, 7bis-9 rue Saint-Georges : classé en 1996[29]
  - Pharmacie, 33 rue de la Commanderie et 55 rue Jeanne-d'Arc : inscrite en 1977[30],[31]
  - Maison des Sœurs Macarons, 10 rue des Sœurs Macarons : inscrite en 1987[32]
  - Hôtel Lang, Société Nancéienne et Varin-Bernier, 4 place André-Maginot : Inscrit 1994[33]
- Pont-à-Mousson :
  - Magasin Michel, 16 rue Clemenceau : inscrit en 2005[34]

### Morbihan
- Vannes :
  - Immeuble des établissements Petit-Fers, 1 bis, 3 rue Alain-Legrand : inscrit en 2000[35]

### Nord
- Armentières :

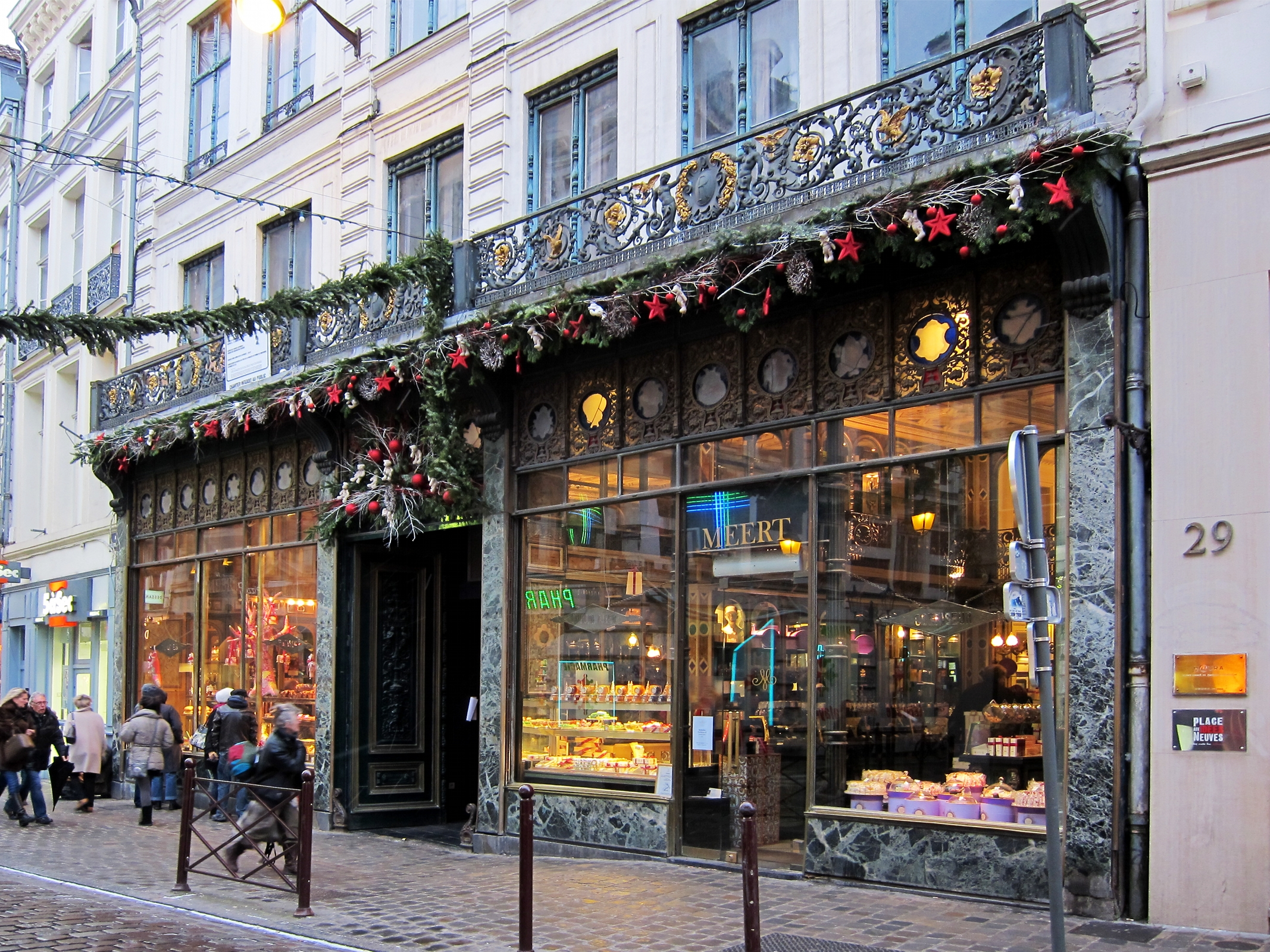
Méert à Lille.

  - Magasin de commerce Mahieu, 1 rue de la Gare : inscrit en 2000[36]

- Douai :
  - Boutique, 2 Petite-Place, rue de la Massue : inscrite en 1947[37]

- Lille :
  - Maison Méert, 27 rue Esquermoise : classée en 1980[38]

- Wambrechies :
  - Pharmacie, 6 place du Général-de-Gaulle : inscrite en 1986[39]

### Orne
- Alençon :
  - Pharmacie Pesche, 4 place Halle-au-blé : inscrite en 1987[40]

### Pas-de-Calais
- Béthune :
  - Librairie Fournier, 34 rue Grosse-Tête, 2, 4 rue des Treilles : inscrite en 2001[41]

### Puy-de-Dôme
- Clermont-Ferrand :
  - Grand magasin Les Galeries de Jaude, 25 place de Jaude : inscrit en 2006[42]
  - Pâtisserie À Trianon, 26 rue du Onze-Novembre : inscrite en 1986[43]
  - Pharmacie, 1 place Royale : inscrite en 1986[44]

- La Bourboule :
  - Pâtisserie Rozier, 223-225 boulevard Georges-Clemenceau : inscrite en 2001[45]

### Pyrénées-Orientales
- Perpignan : Magasin Aux Dames de France, place de Catalogne : inscrit en 1999[46]

### La Réunion
- Saint-Denis :
  - Magasins Aubinay, 37 rue Jean-Châtel : inscrits en 1994[47]

### Savoie
- Chambéry :
  - Pâtisserie Le Fidèle Berger, 15 rue de Boigne : inscrite en 2004[48]

### Seine-Maritime
- Dieppe :
  - Pharmacie, 4 rue de la Barre : inscrite en 1950[49]

### Territoire de Belfort
- Belfort :
  - Épicerie du Lion, 4 rue Porte-de-France : inscrite en 2002[50]

### Val-de-Marne
- Choisy-le-Roi :
  - Boulangerie Renult, 9 rue Louise-Michel : inscrite en 2005[51]

### Vaucluse
- Avignon :
  - Chapellerie Mouret, 20 rue des Marchands : inscrite en 1991, classée en 1995[52]

### Yvelines
- Versailles :
  - Charcuterie, 12 rue du Vieux-Versailles : inscrite en 1988[53]

### Yonne
- Tonnerre :
  - Confiserie, 25 rue de l'Hôpital : inscrite en 1991[54]